# Mincio
Mincio (łac. Mincius, starogr. Μίγκιος Mínkios) – rzeka w północnych Włoszech w Lombardii, lewy dopływ Padu o długości ok. 78 km. Przepływa przez jezioro Garda. W dolnym biegu przepływa przez Mantuę.